# Погоня (село)
Погоня (укр. Погоня) — село в Тысменицкой городской общине Ивано-Франковского района Ивано-Франковской области Украины.
Население по переписи 2001 года составляло 235 человек. Занимает площадь 0,73 км². Почтовый индекс — 77407. Телефонный код — 03436.